# Strzałkowo (Mazovie)
Pour les articles homonymes, voir Strzałkowo.
Strzałkowo (prononciation : [stʂau̯ˈkɔvɔ]) est un village polonais de la gmina de Stupsk dans le powiat de Mława de la voïvodie de Mazovie dans le centre-est de la Pologne.
Il se situe à environ 5 kilomètres au sud-ouest de Stupsk (siège de la gmina), 14 kilomètres au sud de Mława (siège du powiat) et à 96 kilomètres au nord-ouest de Varsovie (capitale de la Pologne).

## Histoire
De 1975 à 1998, le village appartenait administrativement à la voïvodie de Ciechanów.